# Oxira dewitzi
Oxira dewitzi är en fjärilsart som beskrevs av Ludwig Carl Friedrich Graeser 1888. Oxira dewitzi ingår i släktet Oxira och familjen nattflyn. Inga underarter finns listade i Catalogue of Life.